# يورغن كريستنسن (لاعب كرة قدم)
يورغن كريستنسن (بالدنماركية: Jørgen Cristensen)‏ هو لاعب كرة قدم دنماركي في مركز الدفاع، ولد في 16 أكتوبر 1938، وتوفي في 16 يوليو 2018. شارك مع منتخب الدنمارك لكرة القدم. أما مع النوادي، فقد لعب مع نادي أوبه.

## وصلات خارجية
- يورغن كريستنسن (لاعب كرة قدم) على موقع قاعدة بيانات كرة القدم.إي يو (الإنجليزية)
- يورغن كريستنسن (لاعب كرة قدم) على موقع ناشيونال فوتبول تيمز (الإنجليزية)